# IV legislatura de Camboya
La iv legislatura de Camboya inició el 24 de septiembre de 2008 cuando, tras la celebración de elecciones generales, se constituyó la cuarta Asamblea Nacional electa bajo la constitución de 1993, y finalizó el 24 de septiembre de 2013, cuando asumieron el cargo los diputados de la siguiente legislatura. La precedió la iii legislatura y la sucedió la v legislatura. Fue el tercer gobierno presidido por Hun Sen.
El Partido Popular de Camboya (CPP), de Hun Sen, obtuvo una mayoría calificada de más de dos tercios, ocupando 90 de los 123 escaños de la Asamblea Nacional. El hecho de que en 2006 se hubiera aprobado una ley que permitía a un partido aprobar un gobierno con mayoría absoluta normal, (62 de 123), permitió que Hun Sen fuese reelecto fácilmente. Sin embargo, el régimen mantuvo su coalición con el Funcinpec, que tenía solo dos escaños, y se le entregó a Nhek Bun Chhay el cargo de "Cuarto Viceprimer ministro". Fue, por lo tanto, el último gobierno de coalición de Camboya.

## Inicio de la legislatura

### Elecciones generales

Escaños electos en la Asamblea Nacional de Camboya por partido.

Las anteriores legislaturas se habían caracterizado por la dificultad del CPP para preservar su régimen, considerado autoritario por la oposición. Esta dificultad se debía a que un requisito que ellos mismos habían hecho mantener en la ley electoral en 1993 (ante su previsible derrota en las siguientes elecciones) que exigía una supermayoría de dos tercios para ratificar un gobierno. Luego de que el CPP ejecutara un golpe de Estado contra el gobierno del Funcinpec, obtuvo la victoria en las elecciones de 1998, pero debió convencer al Funcinpec de formar coalición, ya que no llegaban a la mayoría de dos tercios. Este escenario se repitió en 2003, generando meses de estancamiento político. Sin embargo, este se declaró "Primer ministro en funciones" hasta la próxima elección, logrando conservar el cargo. Finalmente, el propio líder de la oposición Sam Rainsy propuso el retiro de dicho párrafo, ya que era mucho más factible para la oposición lograr una mayoría absoluta normal. Debido a que todas las partes les convenía la derogación, la idea fue casi unánimemente aprobada.
Las elecciones generales de 2008 se llevaron a cabo el 27 de julio de 2008. Los resultados preliminares mostraron la mayor victoria electoral obtenida por el Partido Popular de Camboya (CPP) hasta el momento. El CPP había ganado el 58.3% de los votos, obteniendo mayoría en todas las provincias del país, y 90 escaños, mientras que el Partido Sam Rainsy (SRP) había ganado el 21.9% de los votos y 26 escaños, con el Partido de los Derechos Humanos (HRP) en tres asientos, y el PNR y Funcinpec en dos cada uno. Tal y como en las anteriores elecciones celebradas en el país asiático, la campaña fue controvertida y conocida por sus incidentes violentos, entre los cuales destacan intimidación a los votantes y algunos asesinatos por motivos políticos ocurridos días antes de la votación. Observadores de la Unión Europea declararon que la elección fue un fraude electoral a gran escala, aunque reconoció ciertas mejoras en cuanto a las anteriores elecciones. Sin embargo, la elección quedó fuera de los estándares internacionales básicos. Las ONG alegaron que, de haber sido un escrutinio más limpio, lo más probable era que de todas formas el CPP hubiera ganado, debido a la popularidad adquirida por la resolución del conflicto con Tailandia por el Templo de Preah Vihear, pero que hubiera obtenido una mayoría mucho menor.

### Formación del gobierno
Hun Sen, del CPP, fue rápidamente reelegido Primer ministro, pudiendo gobernar por sí mismo debido a que ya había sido derogado el párrafo que exigía una supermayoría de dos tercios para formar gobierno (con la cual, sin embargo, contaba). De todas formas, el CPP mantuvo la coalición con el colapsado Funcinpec con el fin de mantener controlada a la oposición. Unas semanas después de la formación del gobierno, se enmendó la constitución de 1993 para que el Primer ministro pudiera ser electo con mayoría simple de votos, sin necesidad de mayoría absoluta. La SRP, HRP y NRP amenazaron con boicotear la primera sesión parlamentaria a menos que se investigaran las irregularidades; a lo que Hun Sen respondió que en ese caso, los asientos de la oposición serían redistribuidos entre CPP y Funcinpec. Finalmente, la oposición aceptó sus escaños.
| Candidato     | Fecha                                                        | Voto | CPP | SRP | HRP | NRP | Func. | Total  |
| ------------- | ------------------------------------------------------------ | ---- | --- | --- | --- | --- | ----- | ------ |
| Hun Sen (CPP) | 24 de septiembre de 2008 Mayoría absoluta requerida (62/123) | Sí   | 90  |     |     |     | 2     | 92/123 |
| Hun Sen (CPP) | 24 de septiembre de 2008 Mayoría absoluta requerida (62/123) | No   |     | 26  | 3   |     |       | 29/123 |
| Hun Sen (CPP) | 24 de septiembre de 2008 Mayoría absoluta requerida (62/123) | Abs. |     |     |     | 2   |       | 2/123  |
| Hun Sen (CPP) | 24 de septiembre de 2008 Mayoría absoluta requerida (62/123) | Aus. |     |     |     |     |       | 0/123  |

## Represión política y fundación del CNRP

Escaños de la Asamblea Nacional tras la fundación del CNRP.

Durante la IV legislatura, la represión del régimen del CPP hacia la oposición se incrementó, viéndose dirigida esta vez contra Sam Rainsy (que debido al hundimiento del Funcinpec y la imagen de Norodom Ranariddh se había convertido en el opositor más popular) y Kem Sokha (líder del HRP). Por causa de esta campaña represiva, Rainsy perdió su inmunidad parlamentaria. En septiembre de 2010, Rainsy fue juzgado in absentia y condenado a 10 años de cárcel por cargos que se creía que estaban motivados políticamente. En 2012, durante su exilio, Rainsy se reunió en Manila con Kem Sokha, líder del Partido de los Derechos Humanos, el segundo mayor partido opositor, y acordaron fusionar ambas fuerzas políticas para crear un solo partido, el Partido de Rescate Nacional de Camboya (CNRP).

## Miembros de la Asamblea Nacional
A continuación, una lista de los miembros de la Asamblea Nacional durante la IV legislatura.
| Circunscripción   | Parlamentario     | Partido | Partido                         |
| ----------------- | ----------------- | ------- | ------------------------------- |
| Banteay Mean Chey | Trate Chheanghuot |         | Partido Popular de Camboya      |
| Banteay Mean Chey | Pal Sam Oeun      |         | Partido Popular de Camboya      |
| Banteay Mean Chey | Yeum Chhayly      |         | Partido Popular de Camboya      |
| Banteay Mean Chey | Orn Som           |         | Partido Popular de Camboya      |
| Banteay Mean Chey | Nhek Bunchhay     |         | Funcinpec                       |
| Banteay Mean Chey | Yun Tharo         |         | Partido Sam Rainsy              |
| Battambang        | Kim Ly Leang      |         | Partido Popular de Camboya      |
| Battambang        | Ang Vong Vathana  |         | Partido Popular de Camboya      |
| Battambang        | Sar Kheng         |         | Partido Popular de Camboya      |
| Battambang        | Chheang Vun       |         | Partido Popular de Camboya      |
| Battambang        | Ngen Khorn        |         | Partido Popular de Camboya      |
| Battambang        | Nem Thaut         |         | Partido Popular de Camboya      |
| Battambang        | Chiv Kata         |         | Partido Sam Rainsy              |
| Battambang        | Eng Chhay Eang    |         | Partido Sam Rainsy              |
| Kampong Cham      | Heng Samrin       |         | Partido Popular de Camboya      |
| Kampong Cham      | Hor Namhong       |         | Partido Popular de Camboya      |
| Kampong Cham      | Im Run            |         | Partido Popular de Camboya      |
| Kampong Cham      | Yuos Son          |         | Partido Popular de Camboya      |
| Kampong Cham      | Vann Sengly       |         | Partido Popular de Camboya      |
| Kampong Cham      | Im Sethy          |         | Partido Popular de Camboya      |
| Kampong Cham      | Chea Sophara      |         | Partido Popular de Camboya      |
| Kampong Cham      | Khiev Kanharith   |         | Partido Popular de Camboya      |
| Kampong Cham      | Chem Savey        |         | Partido Popular de Camboya      |
| Kampong Cham      | Sam Rainsy        |         | Partido Sam Rainsy              |
| Kampong Cham      | Thak Lany         |         | Partido Sam Rainsy              |
| Kampong Cham      | Kimsour Phirith   |         | Partido Sam Rainsy              |
| Kampong Cham      | Cheam Channy      |         | Partido Sam Rainsy              |
| Kampong Cham      | Mao Monivann      |         | Partido Sam Rainsy              |
| Kampong Cham      | Kem Sokha         |         | Partido de los Derechos Humanos |
| Kampong Cham      | You Hockry        |         | Partido Norodom Ranariddh       |
| Kampong Chhnang   | Kong Sam Ol       |         | Partido Popular de Camboya      |
| Kampong Chhnang   | Chin Kimsreng     |         | Partido Popular de Camboya      |
| Kampong Chhnang   | Khek Sam Onn      |         | Partido Popular de Camboya      |
| Kampong Chhnang   | Tram Iv Teuk      |         | Partido Popular de Camboya      |
| Kampong Chhnang   | Ouk Rabun         |         | Partido Popular de Camboya      |
| Kampong Chhnang   | Khy Vann Deth     |         | Partido Sam Rainsy              |
| Kampong Speu      | Ly Son            |         | Partido Popular de Camboya      |
| Kampong Speu      | Samrith Pech      |         | Partido Popular de Camboya      |
| Kampong Speu      | Say Chhom         |         | Partido Popular de Camboya      |
| Kampong Speu      | Im Savoeun        |         | Partido Popular de Camboya      |
| Kampong Speu      | Nut Romduol       |         | Partido Popular de Camboya      |
| Kampong Speu      | Hem Khorn         |         | Partido Popular de Camboya      |
| Kompung Thom      | Un Neung          |         | Partido Popular de Camboya      |
| Kompung Thom      | Ngoun Nhel        |         | Partido Popular de Camboya      |
| Kompung Thom      | Sik Bunhok        |         | Partido Popular de Camboya      |
| Kompung Thom      | Nhem Thavy        |         | Partido Popular de Camboya      |
| Kompung Thom      | Kuch Moly         |         | Funcinpec                       |
| Kompung Thom      | Men Sothavrin     |         | Partido Sam Rainsy              |
| Kompot            | Ney Pena          |         | Partido Popular de Camboya      |
| Kompot            | Chay Saing Yun    |         | Partido Popular de Camboya      |
| Kompot            | Som Kimsuor       |         | Partido Popular de Camboya      |
| Kompot            | Som Chin          |         | Partido Popular de Camboya      |
| Kompot            | Pen Simorn        |         | Partido Popular de Camboya      |
| Kompot            | Mou Sochuor       |         | Partido Sam Rainsy              |
| Kandal            | Hun Sen           |         | Partido Popular de Camboya      |
| Kandal            | Mom Chim Huy      |         | Partido Popular de Camboya      |
| Kandal            | Ho Non            |         | Partido Popular de Camboya      |
| Kandal            | Chhay Thorn       |         | Partido Popular de Camboya      |
| Kandal            | Dul Koeun         |         | Partido Popular de Camboya      |
| Kandal            | Lim Kean Hor      |         | Partido Popular de Camboya      |
| Kandal            | Khuon Sodary      |         | Partido Popular de Camboya      |
| Kandal            | Pot Poeu          |         | Partido Sam Rainsy              |
| Kandal            | Chan Cheng        |         | Partido Sam Rainsy              |
| Kandal            | Khim Laky         |         | Partido Sam Rainsy              |
| Kandal            | Ou Chanrith       |         | Partido de los Derechos Humanos |
| Kep               | Cham Prasith      |         | Partido Popular de Camboya      |
| Koh Kong          | Ay Khorn          |         | Partido Popular de Camboya      |
| Kratié            | Im Chhunlim       |         | Partido Popular de Camboya      |
| Kratié            | Chhann Saphan     |         | Partido Popular de Camboya      |
| Kratié            | Long Ry           |         | Partido Sam Rainsy              |
| Mondol Kirí       | Rath Sarem        |         | Partido Popular de Camboya      |
| Pailín            | Y Chhean          |         | Partido Popular de Camboya      |
| Nom Pen           | Chea Soth         |         | Partido Popular de Camboya      |
| Nom Pen           | Keat Chhon        |         | Partido Popular de Camboya      |
| Nom Pen           | Hou Sry           |         | Partido Popular de Camboya      |
| Nom Pen           | Um Nhanh          |         | Partido Popular de Camboya      |
| Nom Pen           | Krouch Sam An     |         | Partido Popular de Camboya      |
| Nom Pen           | Mam Bunheng       |         | Partido Popular de Camboya      |
| Nom Pen           | Ith Samheng       |         | Partido Popular de Camboya      |
| Nom Pen           | Hour Vann         |         | Partido Sam Rainsy              |
| Nom Pen           | Tioulong Saumura  |         | Partido Sam Rainsy              |
| Nom Pen           | Sun Chhay         |         | Partido Sam Rainsy              |
| Nom Pen           | Yeum Sovann       |         | Partido Sam Rainsy              |
| Nom Pen           | Ly Srey Vina      |         | Partido Sam Rainsy              |
| Preah Wijía       | Sok Sam Eng       |         | Partido Popular de Camboya      |
| Sihanoukville     | Suos Kanan        |         | Partido Popular de Camboya      |
| Prey Veng         | Pen Panha         |         | Partido Popular de Camboya      |
| Prey Veng         | Min Sean          |         | Partido Popular de Camboya      |
| Prey Veng         | Sok Eay San       |         | Partido Popular de Camboya      |
| Prey Veng         | Cheam Yeab        |         | Partido Popular de Camboya      |
| Prey Veng         | Long Sakhan       |         | Partido Popular de Camboya      |
| Prey Veng         | Nhem Vannda       |         | Partido Popular de Camboya      |
| Prey Veng         | Bin Chhin         |         | Partido Popular de Camboya      |
| Prey Veng         | Yem Ponhrith      |         | Partido de los Derechos Humanos |
| Prey Veng         | Sao Rany          |         | Partido Norodom Ranariddh       |
| Prey Veng         | Chea Pauch        |         | Partido Sam Rainsy              |
| Prey Veng         | Kong Bora         |         | Partido Sam Rainsy              |
| Pursat            | Chin Bunsean      |         | Partido Popular de Camboya      |
| Pursat            | Suy Sem           |         | Partido Popular de Camboya      |
| Pursat            | Sman Teat         |         | Partido Popular de Camboya      |
| Pursat            | Ly Narun          |         | Partido Popular de Camboya      |
| Ratanak Kirí      | Bou Thorng        |         | Partido Popular de Camboya      |
| Siem Riep         | Tea Banh          |         | Partido Popular de Camboya      |
| Siem Riep         | Pao Savoeun       |         | Partido Popular de Camboya      |
| Siem Riep         | Keo Saphal        |         | Partido Popular de Camboya      |
| Siem Riep         | Sam Heang         |         | Partido Popular de Camboya      |
| Siem Riep         | Sieng Nam         |         | Partido Popular de Camboya      |
| Siem Riep         | Ke Sovannrath     |         | Partido Sam Rainsy              |
| Svay Rieng        | Sao Leng          |         | Partido Popular de Camboya      |
| Svay Rieng        | Chhun Sarem       |         | Partido Popular de Camboya      |
| Svay Rieng        | Hul Sarvann       |         | Partido Popular de Camboya      |
| Svay Rieng        | Duong Vanna       |         | Partido Popular de Camboya      |
| Svay Rieng        | Men Sam An        |         | Partido Popular de Camboya      |
| Stung Treng       | Sorn In Thor      |         | Partido Popular de Camboya      |
| Takéo             | Mok Mareth        |         | Partido Popular de Camboya      |
| Takéo             | Chan Sarun        |         | Partido Popular de Camboya      |
| Takéo             | Nin Saphon        |         | Partido Popular de Camboya      |
| Takéo             | So Khun           |         | Partido Popular de Camboya      |
| Takéo             | Sok An            |         | Partido Popular de Camboya      |
| Takéo             | Ung Bun Hov       |         | Partido Popular de Camboya      |
| Takéo             | Kuy Bunroeun      |         | Partido Sam Rainsy              |
| Takéo             | Tok Vann Chann    |         | Partido Sam Rainsy              |
| Oddar Mean Chey   | Noeu Sam          |         | Partido Popular de Camboya      |